# Marc Coma
Marc Coma i Camps (* 7. října 1976 Avià, Katalánsko) je bývalý španělský motocyklista, specialista na terénní závody. V roce 1995 se stal juniorským mistrem Španělska v disciplíně enduro, v roce 1998 byl členem španělského týmu, který získal Stříbrnou vázu na mezinárodní motocyklové šestidenní. V roce 2002 debutoval na Rallye Dakar. Se strojem KTM vyhrál pětkrát kategorii motocyklů na Dakaru (2006, 2009, 2011, 2014 a 2015), v letech 2005 a 2012 skončil na druhém místě, získal 24 etapových prvenství. Šestkrát se stal mistrem světa Mezinárodní federace motocyklistů v rallye: 2005, 2006, 2007, 2010, 2012 a 2014. Sedmkrát vyhrál Abu Dhabi Desert Challenge, šestkrát Sardinskou rallye a pětkrát Rallye faraónů. V roce 2015 ukončil závodnickou kariéru a stal se sportovním ředitelem Rallye Dakar.